# (32957) 1996 HX20
1996 HX20 (asteroide 32957) é um asteroide da cintura principal. Possui uma excentricidade de 0.11647700 e uma inclinação de 5.92853º.
Este asteroide foi descoberto no dia 18 de abril de 1996 por Eric Walter Elst em La Silla.